# آگوست ویتمن
آگوست ویتمن (۲۰ ژوئیه ۱۸۹۵–۲۹ مارس ۱۹۷۷) یکی از ژنرال‌های ورماخت در طول جنگ جهانی دوم بود که به دلیل خدمات خود نشان صلیب شوالیه صلیب آهنین را دریافت نمود.

## زندگی و شغل
آگوست ویتمن در ۲۰ ژوئیه ۱۸۹۵ در مونیخ متولد شد. او مدت کوتاهی پس از شروع جنگ جهانی اول در اوت ۱۹۱۴ داوطلبانه به ارتش باواریا پیوست و وارد هنگ توپخانه صحرایی باواریا شد. در سال ۱۹۱۷ به درجه ستوانی دست یافت و در دسامبر ۱۹۱۸ ارتش را ترک کرد. ویتمن پس از ترک ارتش به پلیس ایالت باواریا پیوست و تا سال ۱۹۳۵ در آن سازمان مشغول به کار بود. 
در اکتبر ۱۹۳۵ ویتمن دوباره به ارتش ملحق شد و فرماندهی یکی از گردان‌های توپخانه کوهستان (به آلمانی: گبرگس) به او داده شد و سه سال بعد رهبری یک هنگ توپخانه را بر عهده گرفت.  در ژوئن ۱۹۴۱، در طول نبرد کرت، به دلیل رهبری یک هنگ توپخانه کوهستان، صلیب شوالیه نشان صلیب آهنین را دریافت کرد.  از فوریه ۱۹۴۳ فرماندهی لشکر ۳۹۰ صحرایی آلمان ، لشکر سوم کوهستان در جبهه شرقی،  و به دنبال آن لشکر ۱۱۷ یگر  و لشکر یکم کوهستان در بالکان و اتریش را بر عهده گرفت. او با واحد خود در ماه مه ۱۹۴۵ تسلیم شد. 
ویتمن در آوریل ۱۹۴۴ به درجه سپهبدی دست یافت و با همین درجه جنگ را به پایان رساند. 

### استناد
1. 1 2  Lucas 1980.
2. ↑  Fellgiebel 2000.
3. 1 2 3 4 5  Mitcham 2007.

### کتابشناسی - فهرست کتب
- Fellgiebel, Walther-Peer (2000) [1986]. Die Träger des Ritterkreuzes des Eisernen Kreuzes 1939–1945 — Die Inhaber der höchsten Auszeichnung des Zweiten Weltkrieges aller Wehrmachtteile [The Bearers of the Knight's Cross of the Iron Cross 1939–1945 — The Owners of the Highest Award of the Second World War of all Wehrmacht Branches] (به آلمانی). Friedberg, Germany: Podzun-Pallas. ISBN 978-3-7909-0284-6.
- Lucas, James (1980). Alpine Elite: German Mountain Troops of World War II. Jane's Publishing. ISBN 0-531-03713-4.
- Patzwall, Klaus D.; Scherzer, Veit (2001). Das Deutsche Kreuz 1941–1945 Geschichte und Inhaber Band II [The German Cross 1941 – 1945 History and Recipients Volume 2] (به آلمانی). Norderstedt, Germany: Verlag Klaus D. Patzwall. ISBN 978-3-931533-45-8.
- Mitcham, Samuel W (2007). German Order of Battle: 291st–999th Infantry divisions, named infantry divisions, and special divisions in World War II. Stackpole Books. ISBN 978-0-8117-3437-0.
- Wehrmacht (1985). Die Wehrmachtberichte 1939–1945 Band 1 [The Wehrmacht Reports 1939–1945 Volume 1] (به آلمانی). Munich: Deutscher Taschenbuch Verlag. ISBN 3-423-05944-3.